# Aklestadberg
Der Aklestadberg ist ein 2061 m hoher Berg der Lawrence Peaks in den Victory Mountains des ostantarktischen Viktorialands. Er ragt zwischen dem Seafarer- und dem Mariner-Gletscher auf. Benachbarte Gipfel sind im Nordwesten der Lawinennunatak, im Westen der Wenzelberg, im Süden Weißspitze und Brandalberg sowie im Südosten der Pedersenberg.
Wissenschaftler der deutschen Expedition GANOVEX III (1982–1983) nahmen seine Benennung vor. Namensgeber ist der Norweger Magnus Aklestad, Kapitän der Polar Queen bei dieser Forschungsreise.